# Goruixka
Goruixka (en rus: Горушка) és un poble de l'óblast de Nóvgorod, a Rússia, segons el cens del 2010 tenia 8. Pertany al districte de Màlaia Víxera.